# Hans Endres (Psychologe)
Hans Endres (* 26. Februar 1911 in Stuttgart; † 11. Juni 2004 in Heidelberg) war ein Religionsphilosoph und Autor. Er war ein Vordenker in den parawissenschaftlichen Bereichen Transpersonale Psychologie und Integrales Management.

## Leben
Endres studierte in Heidelberg, Wien, Graz und London die Fächer Philosophie, Psychologie, Pädagogik, Anthropologie und Psychiatrie und ging in der privaten Studiengemeinschaft von J. Klein zusätzlich Forschungen in allen Gebieten der Kultur- und Religionswissenschaften bzw. Ethnologie und Symbolkunde sowie der Parapsychologie und Grenzwissenschaften nach. 1933 schloss er sich der illegalen NSDAP in Graz an.
An der Universität Heidelberg wurde er bei Ernst Krieck mit seiner Dissertationsschrift Rasse, Ehe, Zucht und Züchtung – bei Nietzsche und heute 1937 in Psychologie und Psychiatrie promoviert. Zum 1. Mai 1937 trat er regulär der NSDAP bei (Mitgliedsnummer 4.354.308). Er war danach Assistent bei Jakob Wilhelm Hauer im Indologischen Institut der Universität Tübingen. Endres, der sich in seinen Schriften als  Befürworter von Menschenversuchen erwies, schloss sich 1939 der SS an. 1942 habilitierte er sich an der Universität Tübingen, wo er Dozent für vergleichende Religionswissenschaft und Religionspsychologie wurde. Daneben arbeitete er ab 1942 im SS-Rasse- und Siedlungshauptamt mit.
1948 begann Hans Endres eine selbständige Tätigkeit als praktischer Psychologe. Ab 1952 leitete er lebenskundliche Privatseminare, aus denen sich die „Methode Dr. Endres zur Steigerung der Lebensqualität“ entwickelt hat.
Fünf Jahre später wurde er in der Industrie tätig als Unternehmensberater und Managementtrainer bei Unternehmen im In- und Ausland. Zuvor führte er allgemeine Eignungsuntersuchungen und Persönlichkeitsförderung durch und wurde dann Spezialist für Kaizen, TQM und Erarbeitung der motivationspsychologischen Grundlagen einer integralen Managementphilosophie. Im Jahr 1972 gründete er das "Institut für Lebensmotivation", das später in „Institut für ganzheitliche Lebensgestaltung“ umbenannt wurde.
1987 erfolgte die Gründung des "Zentrums für Bewusstseinsbildung" in Isselbach (bei Limburg/Lahn). Hier wurden Ausbildungen mit Zertifizierung in folgenden Disziplinen angeboten: Transpersonale Psychologie (Basis- und Aufbau-Lehrgang), Menschenkenntnis (Typenlehre und Charakterkunde), symbolpsychologische Geburtsdatenanalyse und Numerologie. Mit Andreas Mascha gründete er 2003 die Akademie für Integrales Management (AIM) in Gauting.
Bereits Ende der 1980er Jahre entwickelte Hans Endres gemeinsam mit Achim Kunst, Adele und Frank Fischer integrale Themen, die sich ab 1992 von "Integrales Yoga" über "Management 2000" zum "integralen Management" transformierten.  
Ende 1996 wurde der InteMA-Verbund in die seit 1986 bestehende "Gesellschaft für Selbstmotivation e. V." eingegliedert, für die Achim Kunst weiterhin die Geschäftsführung übernahm. Im Zuge freier Kooperationen mit anderen Trainern wurde der e.V. Ende 1999 in eine selbstverantwortliche Kooperationsgemeinschaft umgewandelt. Seither besteht der "Verbund für Integrales Management" ununterbrochen.

## Schriftenauswahl
- Menschenkenntnis schnell und sicher, Droemer Knaur, München 1988, ISBN 3426041782
- Das Beste aus dem Leben machen, Droemer Knaur, München 1988, ISBN 3426041839
- Der Mensch als Mittelpunkt. Das Integrale Management, Dr. Marc Fischer Verlag, Isselbach 1996, ISBN 3929867036
- Goethes Vision der Zeitenwende, Argo Verlag, Marktoberdorf 2003, ISBN 3980874540
- Das spirituelle Menschenbild, Argo Verlag, Marktoberdorf 2003, ISBN 3980874559
- Die Triade der Liebe, Mirapuri Verlag, Gauting 2005, ISBN 3922800904